# Bohuslav Čepelák
Bohuslav Čepelák, trampskou přezdívkou Irčan (3. března 1907 Praha – 7. února 1969 Praha) byl český novinář, spisovatel, tramp, překladatel z angličtiny a propagátor díla Jaroslava Foglara.

## Životopis
Pocházel z rodiny truhláře. Vyučil se knihkupcem a pracoval jako účetní ve Vědeckém knihkupectví v Praze. Ve svých 19 letech začal přispívat do novin a stal se spoluzakladatelem časopisu Tramp, který vycházel do roku 1931.
V letech 1930–5 vedl své vlastní nakladatelství „Příležitostné nakladatelství soudobé beletrie v Praze“, vyšly zde však jen čtyři tituly jiných autorů.
Později pracoval byl i ředitelem Ústředního studentského knihkupectví. V letech 1937–8 byl šéfem Lucernafilmu a ateliérů A-B.
Přezdívku Irčan získal, když se zajímal o boj Irů za samostatnost a svobodu a diskutoval o tom s kamarády. Pod touto přezdívkou psal především do Trampa a později Obrany lidu.
Za války se věnoval psaní dobrodružných románů a knih pro děti, příběhům o zvířatech a přírodě. První knihu napsal v roce 1937 a zpočátku psal především kovbojky pro Rozruch a Rodokaps. Za celý svůj život napsal přes 70 knih.
Při psaní používal desítky různých pseudonymů, mj. Pavel Soldán, Tim O'Brien, J. O. Henry, J. B. Smith, W. Forest a další.
Spolu s R. Madranem-Vodičkou byl spoluautorem scénáře pro film Svátek věřitelů (1939, režie Gina Hašler).
Po válce se stal ředitelem propagace Českého státního filmu (1946–1952).
Od roku 1952 byl redaktorem časopisů, vydávaných Svazarmem (Signál, Střelecký sport) a deníku Obrana lidu. V Obraně lidu se mu podařilo vytvořit trampskou rubriku. V časopise Signál prosadil otiskování románu Jaroslava Foglara Kronika Ztracené stopy na pokračování.
Je pochován na hřbitově v Kytíně u Mníšku pod Brdy.

## Dílo, výběr
- 1938 Banda orlího Fantomu (napsáno pod pseudonymem Edgar Wallhorst)
- 1938 Billy Garry zasahuje: souboj na prérii (pod pseudonymem Tim O'Brien)
- 1938 Bílý ďábel (pod pseudonymem J. B. Smith)
- 1938 Bratrstvo mstitelů (pod pseudonymem Allan Paterson)
- 1938 Smrt chodí kolem (pod pseudonymem W. B. Powell)
- 1938 Smrtonosné zlato (pod pseudonymem Harry B. King)
- 1939 O hodném strážníkovi (pohádka) (pod pseudonymem Pavel Soldán)
- 1941 Bouřlivá hranice (pod pseudonymem Bruce Hall)
- 1941 Na jih od Ria (pod pseudonymem Bruce Hall)
- 1941 Supův konec (pod pseudonymem Bruce Hall)
- 1941 Velké tažení (pod pseudonymem Bruce Hall)
- 1942 Pokorné království (pod pseudonymem Pavel Soldán)
- 1945 Hoši z Bílé skály (pod pseudonymem Pavel Soldán)
- 1946 Černoušek z borového lesa (napsáno pod vlastním jménem)
- 1946 Indiánské pohádky (napsáno pod vlastním jménem)
- 1947 Orlí křídla a březová kanoe (napsáno pod vlastním jménem)
- 1948 Tucet pohádek o zvířátkách (napsáno pod vlastním jménem)